# Jason Ellis
Jason Ellis (Melbourne, Australia; 11 de octubre de 1971) es un expatinador, locutor de radio y artista marcial mixto australiano. Ellis tuvo un programa de radio llamado «Jason Ellis Show» en el canal de Faction 28 (XM 52) en Sirius XM Radio, que se transmitió desde 2005 hasta 2020.

## Biografía
Entre 2006 y 2012, Ellis estuvo casado con Andrea Brown, con quien tuvo una hija y un hijo. En agosto de 2017, Ellis se casó con Katie Gilbert.
En 2016, Ellis anunció que es bisexual mediante una entrevista en The Howard Stern Show.

## Carrera en deportes

### Monopatinaje
Ellis se mudó a California, Estados Unidos a la edad de 17 años en busca de una carrera profesional en el monopatinaje que comenzó en 1985; se retiró del deporte en 2006.

### Artes marciales mixtas
Comenzó su carrera en artes marciales mixtas contra el especialista en jiu-jitsu brasileño Tony Gianopoulos Jr. el 6 de febrero de 2009, saliendo victorioso mediante sumisión con guillotine choke en la segunda ronda.
El 6 de mayo de 2017, participaría en un combate contra Gabe Rivas, como parte del evento «Groundbreaking» de King of the Cage, ganaría la pelea a través de una sumisión con una llave americana con 1 segundo restante en la tercera ronda.

#### Récord
| Resultado | Récord | Oponente             | Método                      | Evento                            | Fecha                | Ronda | Tiempo | Localización            |
| --------- | ------ | -------------------- | --------------------------- | --------------------------------- | -------------------- | ----- | ------ | ----------------------- |
| Victoria  | 2–0    | Gabe Rivas           | Sumisión (americana)        | KOTC: Groundbreaking              | 6 de mayo de 2017    | 3     | 4:59   | San Jacinto, California |
| Victoria  | 1–0    | Tony Gianopoulos Jr. | Sumisión (guillotine choke) | Down for Life – Fight for a Cause | 6 de febrero de 2009 | 2     | 0:25   | Anaheim, California     |